# Heinrich Christian Siekmeier
Heinrich Christian Siekmeier (Mettmann, 10 gennaio 1901 – Hilden, 16 dicembre 1982) è stato un politico tedesco, funzionario nazista, presidente distrettuale a Treviri e vice capo dell'amministrazione civile nel Lussemburgo occupato dalla Wehrmacht. Siekmeier fu condannato in Lussemburgo nel 1949 a sette anni di carcere per crimini di guerra.

## Biografia
Frequentò la scuola di formazione per insegnanti e superò il primo esame per diventare insegnante nella scuola elementare nel 1921. Dal 1922 al 1924 studiò tedesco e storia alle università di Colonia e Bonn, entrò nel servizio scolastico nel 1923 e lavorò come preside di una scuola elementare a Mettmann fino al 1928. Dal 1928 divenne insegnante presso la scuola Mettmann "Zur Gau" e la locale scuola Hindenburg. Nel 1926 superò il secondo esame di stato. Siekmeier sposò Amalie Hecklau nel 1927.

### Carriera
Nel gennaio 1926 aderì al NSDAP, e ancora nel 1º luglio 1929. Dal 1930 al 1933 fu membro del Landtag della provincia del Reno, membro del Landtag prussiano da marzo a ottobre 1933. A Mettmann nel 1933 fu consigliere comunale dell'NSDAP e membro del consiglio distrettuale per un breve periodo. Prima di diventare ispettore scolastico governativo a Düsseldorf, il 1º settembre 1933 fu attivo nel distretto amministrativo di Düsseldorf e dalla primavera del 1933 in una commissione per l'applicazione della legge sui dipendenti pubblici professionisti, per la quale i dipendenti pubblici ebrei e politicamente impopolari furono rimossi dal servizio.
Nel 1934 divenne capo del dipartimento scolastico nel distretto governativo di Coblenza. Dal 1º gennaio 1939 fu presidente di distretto a Treviri, dalla fine di luglio 1940 fu rappresentante permanente del capo dell'amministrazione civile in Lussemburgo (in tedesco: CdZ-Gebiet Luxemburg), il Gauleiter della Gau Moselland Gustav Simon. Forse fu anche un membro delle SS con il grado di SS-Oberführer.

### Nel dopoguerra
Dopo il suo internamento, fu condannato il 23 dicembre 1949 dalla "Cour des Crimes de guerre" lussemburghese a sette anni di reclusione per le sue attività di rappresentante del "Capo dell'amministrazione civile" e fu rilasciato dopo cinque anni. Non ci sono informazioni sulle sue altre attività.